# 큰비늘도마뱀붙이
큰비늘도마뱀붙이는 마다가스카르 북부의 석회암 카르스트 지대에 서식하는 도마뱀붙이의 일종이다. 1942년부터 비늘도마뱀붙이속에 최초로 추가되었다. 이 종은 어떤 알려진 도마뱀붙이류보다도 비늘이 크며 포식자가 공격하면 방어기제로서 이를 떼어버려서, 포식자의 입에 비늘만을 남기고 도망간다. 이러한 특성은 속의 다른 모든 종들과 공유하는 것이지만, 이 종은 근연종들보다 훨씬 쉽게 비늘을 떼어버릴 수 있다.

## 분포
큰비늘도마뱀붙이는 안카라나국립공원에서 발견되었으며 국립공원 내의 tsingy 카르스트 지형에서만 서식하는 것으로 보인다. 서식지가 인위적으로 훼손되고 있어 준위협종으로 분류되지만, 아마 이러한 변화에 회복탄력성이 있을 것으로 보인다.

## 방어기제
이 종은 도마뱀붙이류 중에서 비늘이 제일 크며, 이 비늘을 흘려 포식을 회피하는 고도의 기술을 보여준다. 비늘 밑의 조직은 허술하게 형성되어 쉽게 떨어져나가도록 진화했다. 이 종이 비늘을 찢을 수 있는 유일한 종은 아니지만, 비늘을 순식간에 찢어버릴 수 있는 유일한 종이다. 비늘은 몇 주 안에 재생된다. 이 녀석들을 잡으려고만 하면 비늘이 곧잘 벗겨져서 과학자들이 연구에 어려움을 겪었다. 결국 이 녀석들을 잡을 방법을 찾아낼 수 있었고, 과학자들은 비늘이 밀도가 높고 광물화되어있다는 것을 발견했다. 재생 방식은 여전히 세세하게 알려져있지 않지만, 과학자들은 곧 정확한 과정을 알아낼 수 있기를 소망하고 있다.

## 생태
큰비늘도마뱀붙이의 생태에 관해서는 야행성, 수목성, 충식성이라는 것을 제외하면 알려져 있는 것이 거의 없다.